# ジェイムズ・アベグレン
ジェームズ・アベグレン（James Christian Abegglen, 1926年 - 2007年5月2日）は、アメリカ、日本の経営学者。日本企業の経営手法を「日本的経営」として分析し、戦後の日本の企業の発展の源泉が、「終身雇用」、「年功序列」、「企業内組合」にあることをつきとめた。また、「終身雇用」という言葉の生みの親として知られる。

## プロフィール
ミシガン州生まれ。シカゴ大学卒業。第二次世界大戦ではアメリカ軍の兵士として、ガダルカナル島や硫黄島で戦い、戦後、米国戦略爆撃調査団のメンバーとして広島に赴く。
フォード財団の研究員として1955年に米国から来日。1955年から1956年にかけて日本の19の大工場と34の小工場を訪問調査した結果を基にして、1958年に『日本の経営』」（ダイヤモンド社）を著した。本書の原題は『The Japanese factory』であり、あくまで「日本の工場」に関する考察だったが、終身雇用や年功序列などの経営手法は日本企業全般の特徴として知られることとなった。
1963年、ボストン・コンサルティング・グループ設立に参加、主に日本事業を担当。翌1966年、ボストン・コンサルティング・グループ日本支社を設立し、初代代表をつとめる。
1982年から日本永住、1997年に日本国籍取得。1998年に米国籍離脱。上智大教授やアジア・アドバイザリー・サービス会長等を歴任。晩年は、日本人の妻と東京都内で暮らした。2006年グロービス経営大学院大学の名誉学長に就任。「日本企業経営」のクラスで教鞭をとる。2007年5月2日、ガンのため死去。

## 日本語訳著書

### 単著
- 『日本の経営』（ダイヤモンド社, 1958年／新版, 1974年／新訳版, 日本経済新聞社, 2004年）
- 『ワールドビジネスの経営戦略』（産業能率短期大学出版部, 1968年）
- 『日本の企業社会』（晃洋書房, 1989年）
- 『東アジア巨大市場――日本は「脱米入亜」に舵を取れ』（TBSブリタニカ, 1994年）
- 『新・日本の経営』（日本経済新聞社, 2004年）

### 共著
- （W・L・ウォーナー）『大企業の指導者たち』（ダイヤモンド社, 1958年）
- （ジョージ・ストーク）『カイシャ――次代を創るダイナミズム 』（講談社, 1986年／講談社文庫, 1990年）

### 共編著
- （ボストン・コンサルティング・グループ）『ポートフォリオ戦略――再成長への挑戦』（プレジデント社, 1977年）
- （NHK取材班）『日本解剖――経済大国の源泉（全6巻）』（日本放送出版協会, 1987年）
- （内野達郎）『転機に立つ日本型企業経営』（中央経済社, 1988年）